# Спартак (женский баскетбольный клуб, Ногинск)
ЖБК «Спартак» — российский женский баскетбольный клуб из Ногинска, Московская область.
В сезоне 2008/2009 проводился XIII чемпионат «Баскетбольной Суперлиги». В результате команда клуба заняла первое место и получила право перехода в Суперлигу А.
В 2009 и 2015 годах «Спартак» сумел пробиться в плей-офф Кубка Европы.
Выиграв Суперлигу Б в сезоне 2009/2010, команда получила право выступать в Суперлиге А

## История
В 1949 году тренером по баскетболу Давидом Яковлевичем Берлиным была создана женская команда «Спартак».
Уже через два года она участвовала в первенстве Центрального совета спортивного общества «Спартак» и заняла девятое место в итоговой классификации.
Участвовать в чемпионате СССР команда начала в 1960 году, и три года спустя вышла в Высшую лигу.
На Всесоюзных зимних соревнованиях 1967 года, где вне конкурса участвовали женские баскетбольные команды, «Спартак» выиграла финальные игры, а через год получила серебряные награды чемпионата СССР на официальных играх.
Всего, за советский период, команда завоевала 7 серебряных (1968, 1969, 1976, 1979—1982 гг.) и 3 бронзовых (1970, 1975 и 1977 гг.) комплекта наград.
Золотая медаль досталась в матче с сильнейшей командой того времени - Рижским ТТТ в 1978 году.
Европейские кубковые турниры команда выигрывала неоднократно, и является одной из самых титулованных из существующих российских команд. Кубок Лилиан Ронкетти команда получила в 1976, 1977, 1981 и 1982 годах.
Кризис начала 90-х годов затронул и эту баскетбольную команду. С 1992 по 1994 годы она носила название «Концерн», а в сезоне 1997/1998 года выступала под названием «СпартАкадемКлуб-Спартак».

## Чемпион
Чемпион СССР:
- 1978

 Кубок Ронкетти:
- 1977, 1981, 1982

## Состав

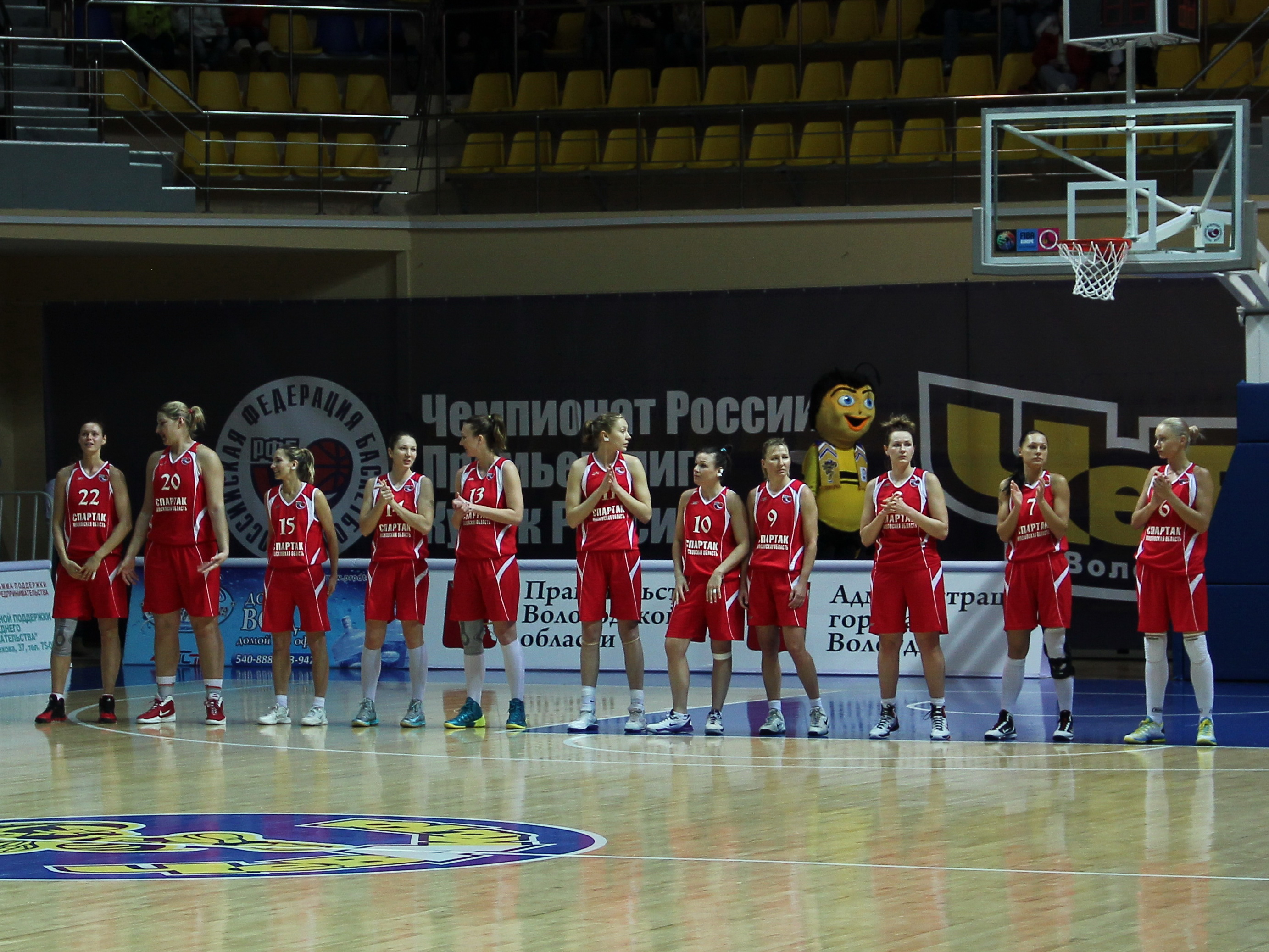
Баскетболистки клуба в 2014 году

| Фамилия Имя         | Дата рождения | Возраст | Страна | Позиция            | Рост, см | Вес, кг |
| ------------------- | ------------- | ------- | ------ | ------------------ | -------- | ------- |
| Андрианова Раиса    | 11.01.1989    | 34      | Россия | Тяжелый форвард    | 180      | 72      |
| Горшечникова Оксана | 11.03.1984    | 39      | Россия | Разыгрывающий      | 172      | 63      |
| Духина Маргарита    | 19.09.1996    | 26      | Россия | Легкий форвард     | 173      | 60      |
| Елистратова Юлия    | 08.04.1991    | 31      | Россия | Центровой          | 202      | 89      |
| Карпунина Марина    | 21.03.1984    | 39      | Россия | Легкий форвард     | 180      | 71      |
| Коротыгина Евгения  | 06.04.1993    | 29      | Россия | Атакующий защитник | 180      | 69      |
| Криволапова Марина  | 21.09.1986    | 36      | Россия | Легкий форвард     | 181      | 70      |
| Лиханова Мария      | 25.08.1999    | 23      | Россия | Центровой          | 192      | 83      |
| Лыхо Кристина       | 17.07.1997    | 25      | Россия | Тяжелый форвард    | 187      | 75      |
| Павлова Анастасия   | 10.03.2003    | 20      | Россия | Легкий форвард     | 176      | 70      |
| Пиляева Александра  | 30.01.2001    | 22      | Россия | Легкий форвард     | 179      | 60      |
| Травина Ульяна      | 11.06.1997    | 25      | Россия | Разыгрывающий      | 168      | 57      |
| Чернова Ксения      | 12.03.2002    | 21      | Россия | Легкий форвард     | 180      | 70      |
| Шишмарева Анжелика  | 09.01.2002    | 21      | Россия | Центровой          | 194      | 90      |

| Должность      | Фамилия Имя       | Дата рождения | Возраст | Страна | Звание |
| -------------- | ----------------- | ------------- | ------- | ------ | ------ |
| Главный тренер | Ларина Татьяна    | 18.07.1963    | 59      | Россия | МСМК   |
| Главный тренер | Федоренков Сергей | 10.05.1961    | 61      | Россия | ЗТР    |